# Nikolaus Geyrhalter Filmproduktion
Die Nikolaus Geyrhalter Filmproduktion GmbH (kurz: NGF Geyrhalterfilm) ist eine österreichische Filmproduktionsgesellschaft mit Sitz in Wien.

## Geschichte und Struktur
Die NGF Geyrhalterfilm wurde 2003 vom Regisseur, Kameramann und Produzent Nikolaus Geyrhalter mit Markus Glaser, Michael Kitzberger und Wolfgang Widerhofer als Teilhaber gegründet, nachdem er bereits seit 1994 seine eigenen Filme und einige andere als Einzelfirma produziert hatte. Geyrhalter ist Geschäftsführer und weiterhin aktiv im Bereich Regie und Kamera; der Bereich Produktion wird von Markus Glaser und Michael Kitzberger geführt; Wolfgang Widerhofer betreut die Bereiche Schnitt, Dramaturgie und Stoffentwicklung. Zusätzlich sind in den Bereichen Produktionsleitung, Öffentlichkeitsarbeit und Verleih noch vier weitere Mitarbeiter fix angestellt.
Die NGF Geyrhalterfilm ist Mitglied der Association of Austrian Filmproducers.

## Produktionen
Die NGF Geyrhalterfilm ist spezialisiert auf die Produktion von Dokumentar- und Spielfilmen für Kino und Fernsehen. Der Schwerpunkt liegt auf der Arbeit mit Regisseuren und Autoren mit einer „ausgeprägten und innovativen Handschrift“.
Die ersten Firmenjahre waren ausschließlich der Dokumentarfilmproduktion gewidmet. Arbeiten wie Pripyat (1999), Über die Grenze (2004), Unser täglich Brot, Abendland (2011) oder Master of the Universe (2013) sind Beispiele für ca. 45 Kino- und Fernsehdokumentationen.
2008 entstand mit Goisern Goes East die erste Fernsehdokuserie, seit 2010 wird die Serie Reiseckers Reisen in mehreren Staffeln produziert.
2010 produzierte die NGF ihren ersten Spielfilm: Der Räuber von Benjamin Heisenberg hatte seine Weltpremiere im Wettbewerb der 60. Berlinale. 2011 folgte Michael von Markus Schleinzer, der in den Wettbewerb von Cannes 2011 eingeladen wurde. Ebenfalls 2011 entstand Anfang 80 von Hiebler und Ertl, der in Kino und Fernsehen gezeigt wurde.

## Filmografie (Auswahl)
- 1994: Angeschwemmt (Nikolaus Geyrhalter)
- 1997: Das Jahr nach Dayton (Nikolaus Geyrhalter)
- 1999: Pripyat (Nikolaus Geyrhalter)
- 2001: Elsewhere (Nikolaus Geyrhalter)
- 2004: Die Souvenirs des Herrn X (Arash T. Riahi)
- 2004: Carpatia (Andrzej Klamt und Ulrich Rydzewski)
- 2004: Über die Grenze (Biljana Cakic-Veselic, Jan Gogola Jr., Péter Kerekes, Róbert Lakatos und Pawel Lozinski)
- 2005: Unser Täglich Brot (Nikolaus Geyrhalter)
- 2008: Mein Halbes Leben (Marko Doringer)
- 2008: Goisern Goes East (Markus Wogrolly, Robert Lakatos und Harald Aue)
- 2008: Flieger über Amazonien (Herbert Brödl)
- 2008: 7915 KM (Nikolaus Geyrhalter)
- 2009: Goisern Goes West (Markus Wogrolly und Harald Aue)
- 2009: Der Räuber (Benjamin Heisenberg)
- 2010: Reiseckers Reisen (Michael Reisecker) – weitere Staffeln folgen
- 2010: Die Lust der Frauen (Gabi Schweiger)
- 2010: Allentsteig (Nikolaus Geyrhalter)
- 2011: Abendland (Nikolaus Geyrhalter)
- 2011: Michael (Markus Schleinzer)
- 2011: Anfang 80 (Sabine Hiebler und Gerhard Ertl)
- 2012: Donauspital (Nikolaus Geyrhalter)
- 2012: Die Lust der Männer (Gabi Schweiger)
- 2012: Reiseckers Reisen II (Michael Reisecker)
- 2013: Schulden GmbH (Eva Eckert)
- 2013: Population Boom (Werner Boote)
- 2013: Reiseckers Reisen III (Michael Reisecker)
- 2013: CERN (Nikolaus Geyrhalter)
- 2013: Master of the Universe (Marc Bauder) (auch: Der Banker – Master of the Universe)
- 2014: Das Kind in der Schachtel (Gloria Dürnberger)
- 2014: Spieler (Katharina Copony)
- 2014: Meine Narbe (Mirjam Unger und Judith Raunig)
- 2014: Reiseckers Reisen IV (Michael Reisecker)
- 2014: Die unglaubliche Reise der Familie Zid (Gunnar Walther)
- 2015: Über die Jahre (Nikolaus Geyrhalter)
- 2015: The Visit – Eine außerirdische Begegnung (Michael Madsen)
- 2015: Alles unter Kontrolle (Werner Boote)
- 2016: Homo Sapiens (Nikolaus Geyrhalter)
- 2016: Das Leben ist keine Generalprobe (Nicole Scherg)
- 2016: Future Baby (Maria Arlamovsky)
- 2016: Von Männern und Vätern (Andreas Pichler und Martin Prinz)
- 2016: Reiseckers Reisen V (Michael Reisecker)
- 2016: Die Königin von Wien – Anna Sacher und ihr Hotel (Beate Thalberg)[4]
- 2017: Father Mother Donor Child (Maria Arlamovsky)
- 2017: Die Zukunft ist besser als ihr Ruf (Teresa Distelberger, Niko Mayr, Gabi Schweiger, Nicole Scherg)
- 2017: Licht / Mademoiselle Paradis (Barbara Albert)
- 2018: Die bauliche Maßnahme (Nikolaus Geyrhalter)
- 2022: Breaking the Ice (Clara Stern)
- 2022: Alpenland (Robert Schabus)
- 2024: Pfau (Bernhard Wenger)
- 2025: Wenn du Angst hast nimmst du dein Herz in den Mund und lächelst (Marie Luise Lehner)